# بيلافيسي
بحيرة بيلافيسي هي بحيرة كبيرة تقع في منطقة مستجمعات المياه الرئيسية كيميجوكي في سافو الشمالية، فنلندا. حيث تقع ضمن حدود بلدية بيلافيسي، نوعية مياه البحيرة جيدة.

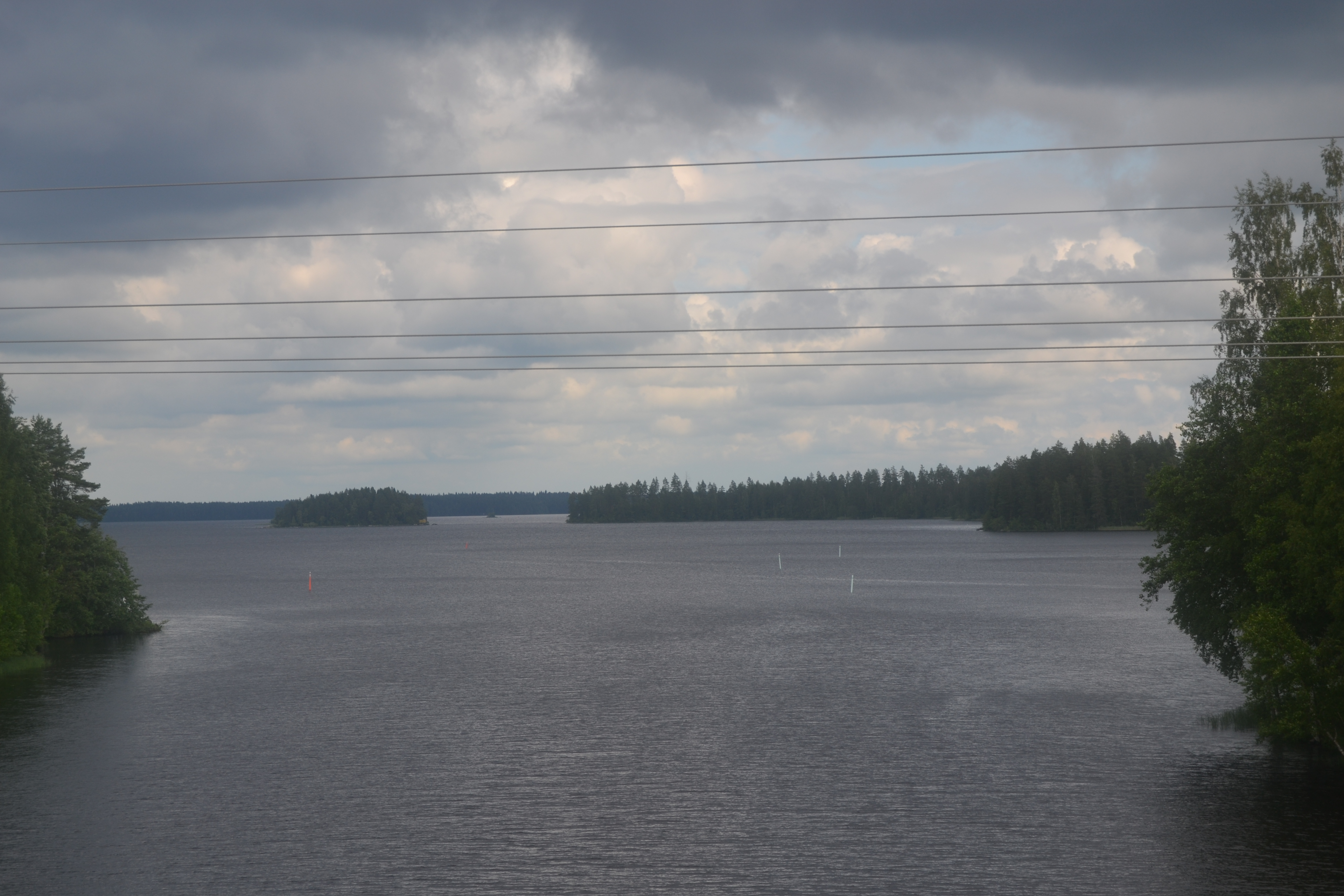
بحيرة بيلافيسي